# Rubis (monnaie fictive)
Le Rubis, aussi appelé rupee (« roupie ») en anglais, est une monnaie fictive utilisée dans la plupart des jeux de la série The Legend of Zelda, à l'exception de The Adventure of Link, où il n'y a pas de monnaie, et de Four Swords Adventure. Il s'agit de la monnaie principale à Hyrule, le monde de Link et Zelda.

## Valeur

Représentation des rubis.

Les couleurs habituelles, classées par valeur

Dans la série des jeux Zelda, les rubis n'ont pas tous la même valeur. Il en existe de différentes couleurs et leur valeur change en fonction de cette dernière. Selon les jeux, les valeurs et couleurs peuvent varier.
- les rubis verts : il s'agit de la monnaie principale des jeux, et également la plus courante. Un rubis vert vaut 1 unité dans la majorité des jeux, à l'exception de Link's Awakening où il vaut 5 rubis bleus. Dans Phantom Hourglass, leur taille varie : il en existe des gros qui valent 100 petits rubis verts.
- les rubis bleus : ils valent 5 rubis verts. Dans Link's Awakening, il s'agit de la monnaie principale du jeu. Et dans les opus Oracle of Ages et Oracle of Seasons, ils valent 100 rubis verts.
- les rubis jaunes : ils valent 10 rubis verts, sauf dans l'opus Ocarina of Time où leur valeur est de 200 rubis verts.
- les rubis rouges : ils valent 20 rubis verts, dans tous les jeux.
- les rubis violets ou pourpres : ils valent 50 rubis verts, dans tous les jeux.
- les rubis orange : ils valent 100 rubis verts dans les jeux The Wind Waker et Twilight Princess. Dans Oracle of Ages et Oracle of Seasons, il en existe de petits rubis oranges valant 5 rubis verts et des plus gros d'une valeur de 200 rubis verts.
- les rubis argentés : ils valent 200 rubis verts dans The Wind Waker et Twilight Princess, mais seulement 100 rubis verts dans Majora's Mask, Skyward Sword et Breath of The Wild.
- les rubis dorés' : ils valent 300 rubis verts dans Skyward Sword et dans Breath of The Wild. Dans Four Swords, les rubis jaunes sont appelés "fragments de rubis". Si les quatre Link de couleurs parviennent à en collecter 4 ils fusionnent et créent un "super rubis" qui vaut 500 rubis verts.

Plus la valeur d'un rubis est faible, plus il est commun. Un rubis vert s'obtient généralement dans l'environnement du joueur, comme dans les vases, les herbes, les rochers, voire sur les ennemis. Les rubis violets, et ceux d'une valeur supérieur, sont rares et se trouvent généralement dans des coffres ou s'obtiennent en gagnant des mini-jeux.
Dans Skyward Sword et Phantom Hourglass, une variante des rubis, appelé « Roupir », enlève automatiquement 10 rubis au joueur. Les roupirs sont de couleur noire, et ne se sont trouvables qu'à l'unité.

## Transport
Link utilise une bourse pour transporter les rubis qu'il récolte au cours de son aventure. Il peut ainsi transporter un nombre plus ou moins important de rubis sur lui, en fonction des jeux. De plus, il arrive qu'il puisse améliorer sa bourse pour qu'elle puisse transporter encore plus de rubis qu'avant. Ces améliorations apparaissent dans tous les jeux récents de la franchise. Le nombre maximum de rubis transportable est souvent de 999 ou 1000, mais il arrive qu'il aille jusqu'à 9900 voire plus, ou au contraire, qu'il n'aille que jusqu'à 500, dans le cas des épisodes sur Nintendo 64. Dans The Legend of Zelda, les capacités de la console limitent ce nombre à 255. Dans Twilight Princess, Link peut améliorer sa bourse pour transporter 9999 rubis.

## Obtention et utilisation
Le joueur peut trouver des rubis en détruisant le décor, soit en coupant l'herbe, en détruisant les pots ou en tuant des monstres. De cette façon, il obtient généralement des rubis de faible valeur. Il est possible de récupérer des rubis dans les coffres, essentiellement cachés dans les donjons. Dans ce cas-là, la valeur du rubis obtenu est généralement plus importante. Dans Breath of the Wild, la manière la plus efficace de récolter des rubis est de vendre des objets récupérés dans Hyrule. Dans Twilight Princess, Link, sous sa forme de loup, peut également trouver des rubis dans le sol grâce à ses sens. Les rubis servent notamment à acheter des objets en magasin et à participer à des mini-jeux.